# Danh sách hiệu kỳ tại Tunisia
Dưới đây là danh sách các loại cờ từng được dùng làm hiệu kỳ của các tổ chức chính trị - xã hội cấp quốc gia tại Tunisia, được các tài liệu độc lập và có uy tín ghi nhận:

## Quốc kỳ
| Cờ | Thời điểm | Sử dụng | Mô tả |
| -- | --------- | ------- | --- |
|    | 1827-Nay  | Quốc kỳ | Nền đỏ, với một đĩa mặt trời màu trắng ở giữa chứa một ngôi sao năm cánh màu đỏ được bao quanh bởi một lưỡi liềm màu đỏ. |

## Hiệu kỳ tổng thống
| Cờ | Thời điểm    | Sử dụng            | Mô tả                                                                   |
| -- | ------------ | ------------------ | ----------------------------------------------------------------------- |
|    | 1999–Present | Hiệu kỳ tổng thống | Cờ Tunisia với một chữ Ả Rập màu vàng nằm ở góc trên gần hình tròn hơn. |